# 帕亚克
帕亚克（法語：Pailhac，法語發音：[pajak]）是法国上比利牛斯省的一个市镇，属于巴涅尔德比戈尔区。

## 地理
帕亚克（42°54'29"N, 0°22'5"E）面积0.99 平方千米，位于法国奧克西塔尼大區上比利牛斯省，该省份为法国西南部内陆省份，北至热尔省，西接大西洋比利牛斯省，南与西班牙接壤，东临上加龙省。
与帕亚克接壤的市镇（或旧市镇、城区）包括：弗雷谢奥尔、阿罗、热佐。

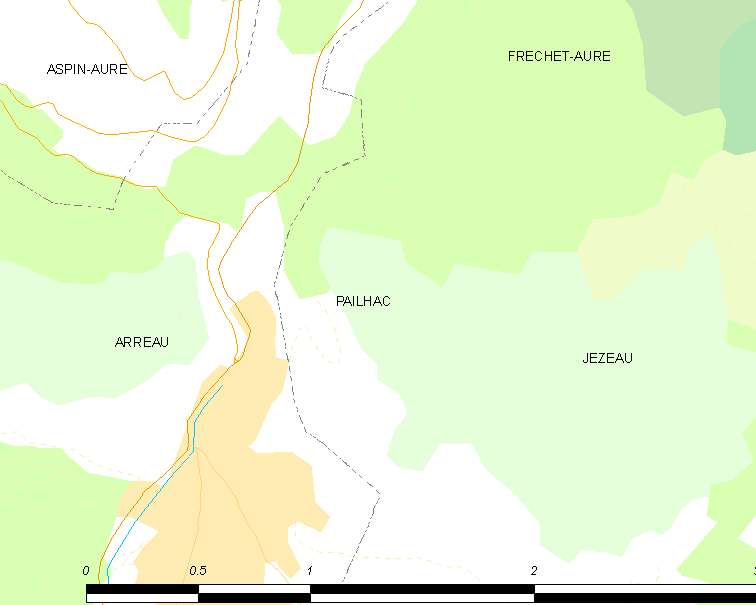
帕亚克的OSM定位图

帕亚克的时区为UTC+01:00、UTC+02:00（夏令时）。

## 行政
帕亚克的邮政编码为65240，INSEE市镇编码为65354。

## 政治
帕亚克所属的省级选区为内斯特-欧尔-卢龙县。

## 人口

1962-2008年间帕亚克人口变化图示

帕亚克于2022年1月1日时的人口数量为83人。